# 小黑江 (瀾滄江右支流)

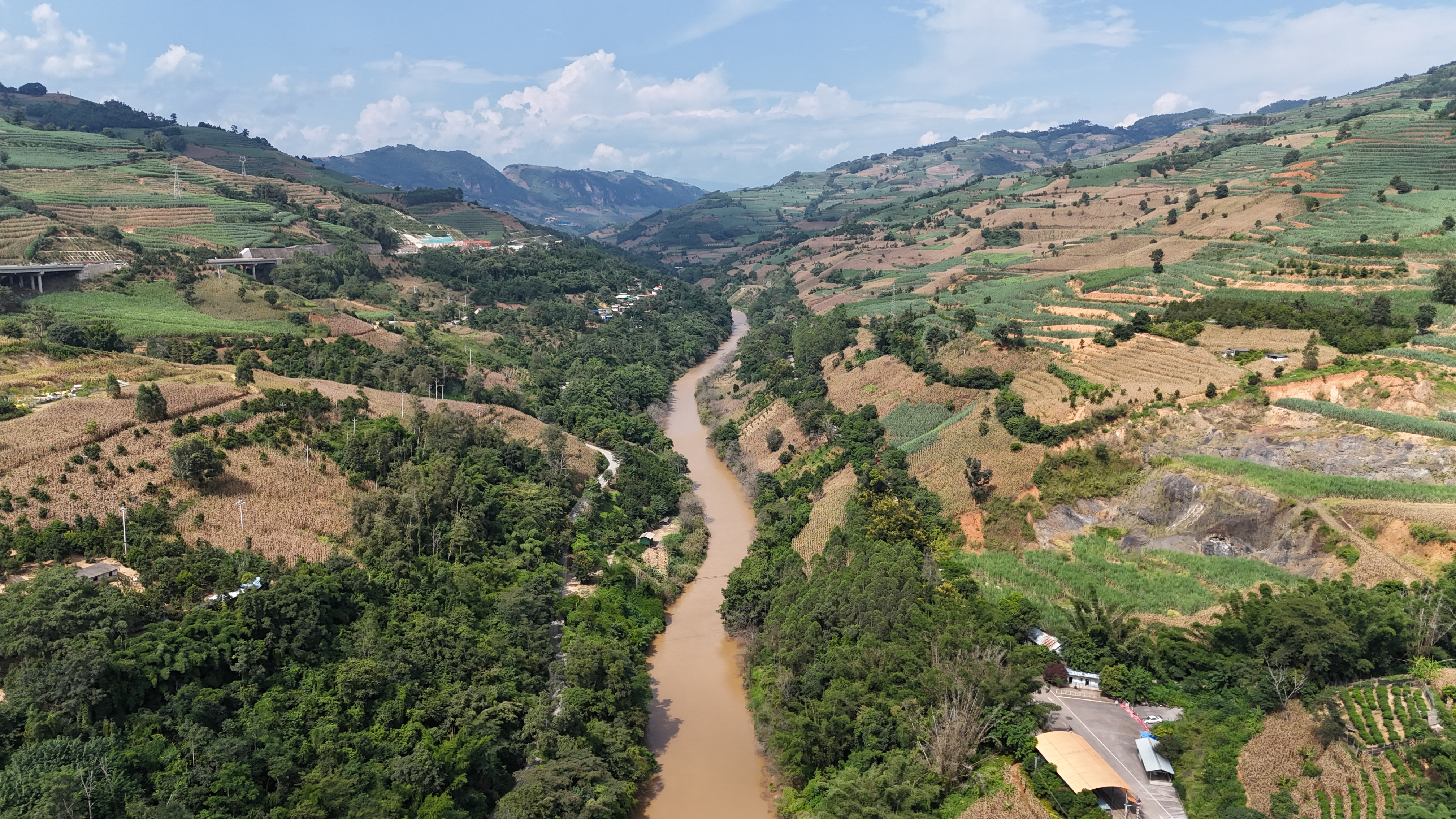
小黑江勐省段，为耿马县与沧源县界河

小黑江（佤语：Rom Saeng），是瀾滄江右岸支流，河長175公里，流域面積5,776平方公里，多年平均流量121立方公尺/秒。
小黑江上游名為南皮江，發源於雲南省臨滄市耿馬傣族佤族自治縣東部的邦馬山西麓。幹流向西南流，於耿馬縣、滄源佤族自治縣兩縣邊界處納右側支流擋怕河後，成為兩縣界河。續南流至勐省鎮納右側支流拉勐河後轉向東流，其後成為滄源縣、雙江拉祜族佤族布朗族傣族自治縣兩縣界河。續向東流至邦老附近納左側支流勐庫大河後轉向南流，其後成為雙江縣、瀾滄拉祜族自治縣兩縣界河。續轉向東流至那哈附近納右側支流下允河，續東流至雙江縣、瀾滄縣與景谷傣族彝族自治縣三縣交界處注入瀾滄江。